# Pseudogeloius affinis
Pseudogeloius affinis is een rechtvleugelig insect uit de familie Pyrgomorphidae. De wetenschappelijke naam van deze soort is voor het eerst geldig gepubliceerd in 1965 door Kevan.